# Sortida del ball
Sortida del ball és un quadre de Romà Ribera i Cirera dipositat al Museu Nacional d'Art de Catalunya (Barcelona), el qual fou pintat l'any 1894.

## Context històric i artístic
Romà Ribera va néixer a Barcelona l'any 1849 i, com la majoria dels artistes de la seua generació i de les dues següents, rebé la seua formació a l'Escola de Belles Arts de Llotja. El 1873 tingué ocasió d'ampliar coneixements a Roma, on s'establí fins al 1876. A 28 anys, sota la influència de l'astre fulgurant de Fortuny, que havia deixat una forta empremta a Itàlia, viatjà a París i hi visqué des del 1877 fins al 1890, l'any de l'arribada a la capital francesa del grup Rusiñol-Utrillo-Casas, amb els quals no arribà a coincidir. A principi de la seua llarga estada a París va pintar escenes de gènere de petit format, seguint l'estil de Fortuny i de Meissonier, per a servir els gustos d'una clientela rica, àvida de brillantor. Era l'època del petit quadret de casaques o el tableautin a l'holandesa, si bé ja havia començat la revolució impressionista. Ribera s'inclinà aleshores per la temàtica elegant de l'alta burgesia francesa i això li comportà èxit i renom.

## Descripció
Després de la seua tornada a Barcelona, continuà amb els mateixos temes: sortides de teatre, de ball, Carnestoltes amb màscares i disfresses. Sortida del ball, una pintura a l'oli sobre tela de 113 × 65 cm, és típica d'aquesta tendència pictòrica, amb un cromatisme ric en gammes i mostrant cavallers elegants amb copalta i dames guarnides amb magnífics vestits de seda i joies. La producció de Romà Ribera representa un retrat fidel de la vida mundana del final del segle xix.